# سيسيل روي
سيسيل روي (بالإنجليزية: Cecil Roy)‏ هي ممثلة أمريكية، ولدت في 2 أكتوبر 1900 في سانت بول في الولايات المتحدة، وتوفيت في 26 يناير 1995 في Lillian Booth Actors Home ‏ في الولايات المتحدة.

## وصلات خارجية
- سيسيل روي على موقع IMDb (الإنجليزية)
- سيسيل روي على موقع قاعدة بيانات الفيلم (الإنجليزية)